# Поллини, Джино

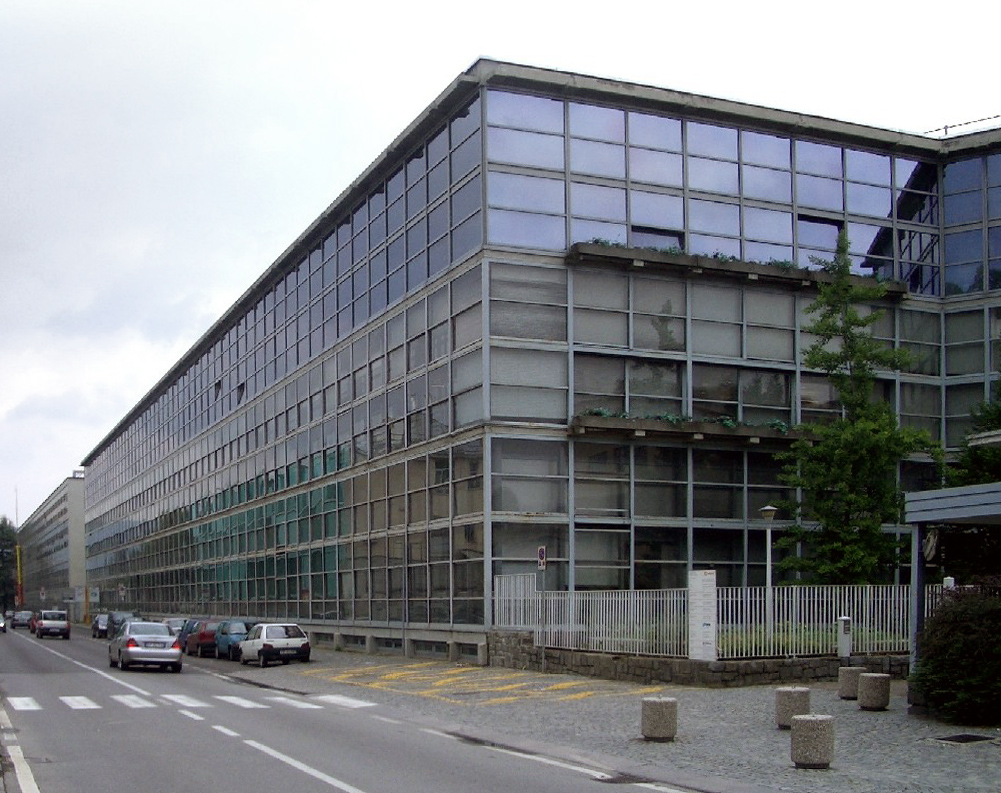
Здание корпорации Оливетти

Джино Поллини (итал. Gino Pollini; 13 января 1903, Роверето, провинция Тренто — 25 января 1991, Милан) — итальянский архитектор. Отец пианиста Маурицио Поллини.
Окончив Миланский политехнический институт (1927), Совместно с Джузеппе Терраньи, Луиджи Фиджини и другими архитекторами основал «Группу семи», способствовавшую распространению идей архитектурного рационализма в Италии. С 1929 года работал в соавторстве с Луиджи Фиджини. Среди спроектированных ими совместно зданий — здание корпорации Оливетти в Ивреа (1955—1957), церкви «Мадонна для бедных» (Madonna dei Poveri) (1952—1956) и Святых Иоанна и Павла (1966—1967) в Милане, другие общественные здания в различных городах Италии.
В 1959—1969 гг. Поллини был профессором архитектуры в Милане, в 1969—1978 гг. в Палермо.

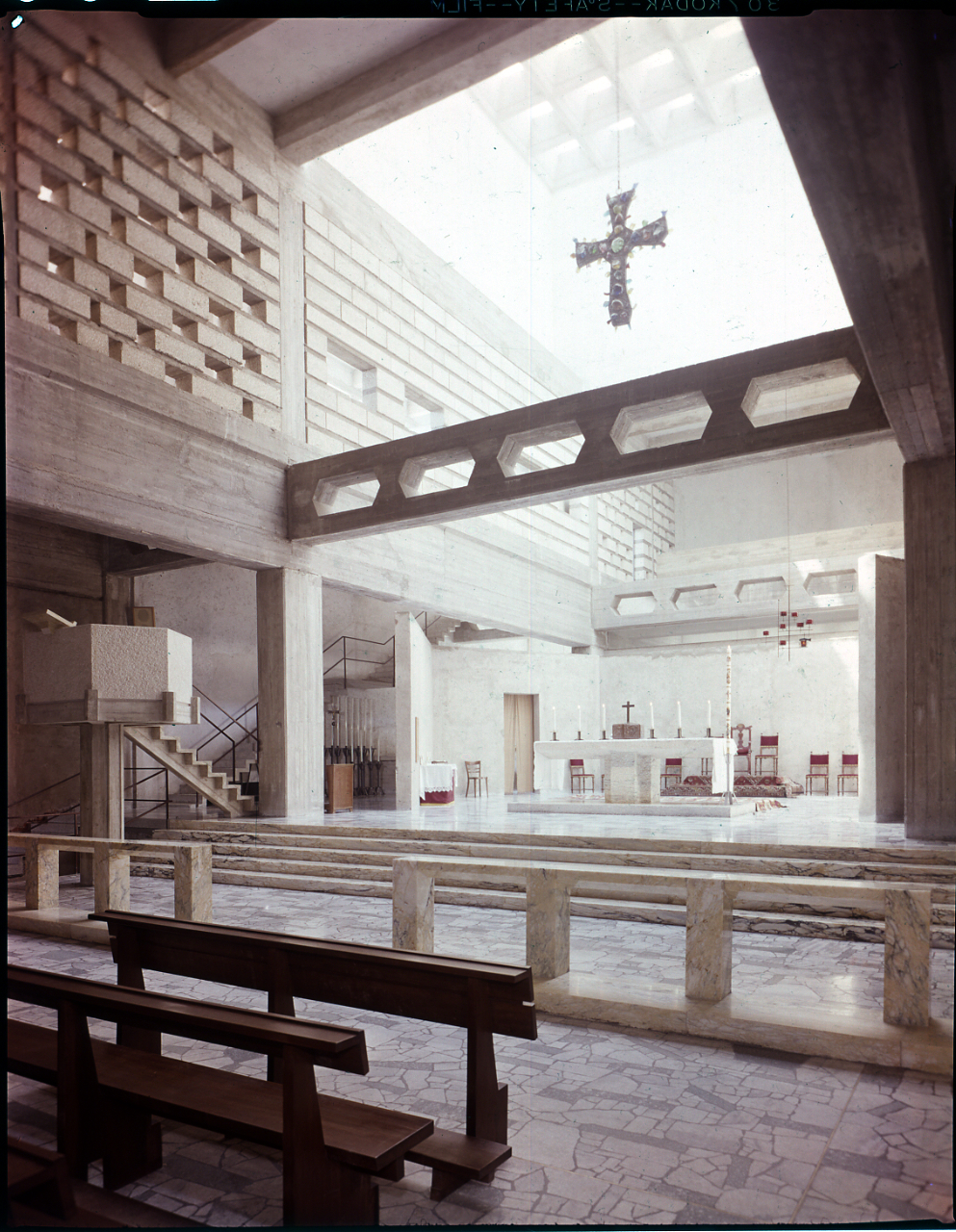
Figini & Pollini, church of the Madonna dei Poveri, Milan (1952-54). Photo by Paolo Monti, 1960
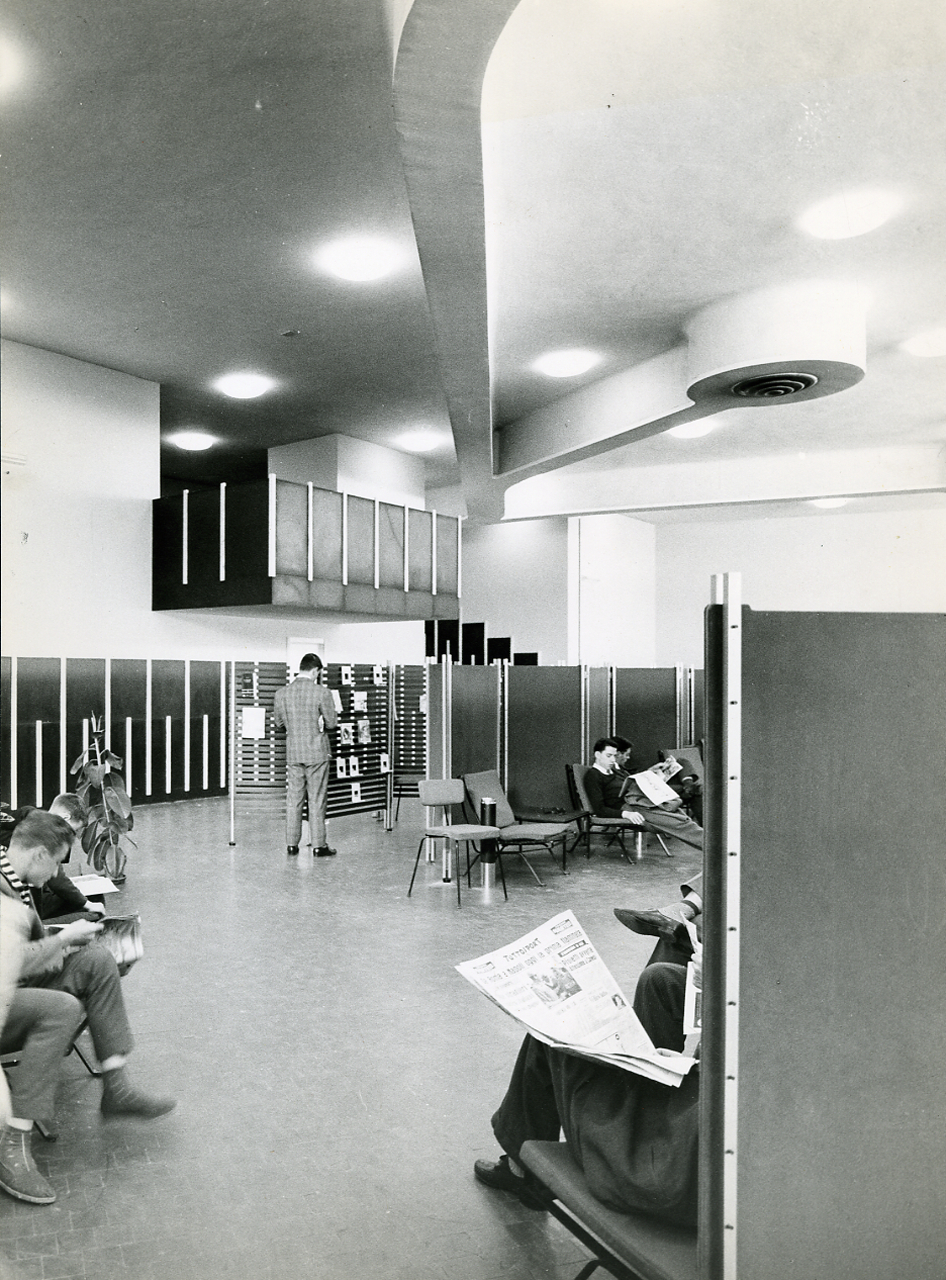
Figini & Pollini, Olivetti head offices in Ivrea. New ICO yards, reading room. Photo by Paolo Monti, 1960